# British Mountains
Die British Mountains (englisch für „Britische Berge“) sind ein Teilgebirge der Brookskette, dessen westlicher Teil im US-Bundesstaat Alaska sowie dessen östlicher Teil im kanadischen Territorium Yukon liegen.

## Lage
Die British Mountains liegen im äußersten Osten der Brookskette. Der Babbage River trennt das Gebirge von der weiter östlich gelegenen Barn Range. Im Süden liegen die Old Crow Flats. Im Südwesten geht das Gebirge in die Davidson Mountains über. Im Westen trennt der Mittellauf des Kongakut River die British Mountains von den Romanzof Mountains. Im Norden befindet sich das Küstentiefland. Neben Kongakut River und Babbage River entwässern die größeren Flüsse Clarence River, Malcolm River und Firth River das Bergland nach Norden zur Beaufortsee. Die Längsausdehnung in Nordwest-Südost-Richtung beträgt etwa 120 km. Der höchste Punkt der British Mountains bildet der 2191 m hohe Mount Greenough. Dieser befindet sich im äußersten Westen, etwa 8 km östlich vom Kongakut River. 

## Schutzgebiete
Der in Alaska gelegene Teil der British Mountains liegt im Arctic National Wildlife Refuge. Der kanadische Teil des Gebirges liegt größtenteils im Ivvavik-Nationalpark. Die südlichen Ausläufer befinden sich im angrenzenden Vuntut-Nationalpark.

## Geologie
In der Region treten Sedimentgesteine aus dem Proterozoikum und der Kreidezeit sowie Intrusionen von Granit aus dem Devon zu Tage.

## Geschichte
Das Gebiet war während der letzten Kaltzeit nicht vergletschert und Teil der eisfreien Landmasse Beringia. Da die Flusstäler nicht von Gletschern geformt wurden, weisen sie einen V-förmigen Querschnitt auf.

## Berge (Auswahl)
Im Folgenden eine Auswahl benannter Gipfel in den British Mountains:
- Mount Greenough (2191 m ⊙)[3]
- Arthur Laing Peak (1760 m ⊙)
- Empire Mountain (1655 m ⊙)
- Whale Mountain (1531 m ⊙)[4]
- Park Peak (1491 m ⊙)[5]
- Mount Page (1280 m ⊙)